# Mechwart liget
Le Mechwart liget est un jardin public du 2e arrondissement de Budapest, dans le quartier d'Országút. On y trouve l'Hôtel de ville d'arrondissement, l'Office central de statistiques ainsi que la Bibliothèque de l'Office central de statistiques.